# Distretto di Osakarov
Il distretto di Osakarov (in kazako: Осакаров ауданы) è un distretto (audan) del Kazakistan con  capoluogo Osakarovka.